# 酒呑童子 (プロレス)
酒呑童子（しゅてんどうじ）は、DDTプロレスリングのユニットである。2014年3月に結成した。

## 略歴
- 2014年2月23日、後楽園ホールで行われたHARASHIMAvsマサ高梨のKO-D無差別級王座戦でHARASHIMAの防衛直後3・21後楽園での次期挑戦者の話に移ると、HARASHIMAとともにウラシマクドウのKUDOがマイクを奪い取りKUDOもと名乗り上げる。KUDOから挑戦状を叩きつけられたHARASHIMAが「待ってたよ。ガッチリやろうぜ！」と承諾したため、亜門GMはその場でHARASHIMAvsKUDOのKO-D無差別級選手権試合を決定。KUDOはウラシマクドウは脱退することを告げ、高梨を連れて退場した。このタイトルマッチの地点でKUDOはマサ高梨に一緒にやっていきたいとアプローチを送っていた。
- 3月1日、広島産業会館・西展示館でKUDO&高梨のタッグが本格始動する。試合は遠藤哲哉&竹下幸之介&彰人との６人タッグマッチでKUDO&高梨のタッグに松永智充が加わったもので試合結果はKUDOがバズソーキックからのダイビング・ダブルニードロップを投下して遠藤から勝利した。試合後のマイクで、高梨は酒瓶を持ち出し口にすると「やっぱり勝った試合後に呑む広島の酒の味は最高だよなぁ。オマエら確かに強くなったかもしんねえけどなあ、所詮はオマエらは広島の地酒の味もわからねえお子様どもなんだよ！」と新世代チームに吐き捨てると、松永に「今日はありがとう。明日にビッグガンズ戦、頑張ってね」と声をかける。続けて高梨は「幸せのおすそ分けで兄貴も一ついかが？」とKUDOに酒瓶を差し出すと、KUDOは「いただきます」と受け取ってゴクリ。高梨は「俺らの目的はHARASHIMAの持つ、あのベルトを獲ってこのリング上で酒盛りをすることだ！　それまで日本各地、全国の大会でご当地の地酒を呑んでリング上をジャックして酒盛りしてやるよ！　そして酒に欠かせない肴、それはKO-Dのシングルベルトだ」と言って松永は仲間に加わらないまま引き上げた。
- 3月2日、大阪・ナスキーホール大会で行われたKUDO&高梨がかつての仲間HARASHIMA&ヤス・ウラノとのタッグマッチが行われKUDOがHARASHIMAからバズソーキックで勝利する。試合後の高梨のマイクで酒とベルトのほかに欲しいものとして「もう一つ欲しいもの…いや欲しいヤツがいる。坂口！（会場隅でこの光景を見ていた坂口に）そんなところで見てんじゃねえよ。アンタも大好きだろ、お酒が！　リングに上がって酒盛りしたほうがいいんじゃないか？　どうせだったら一緒に酒呑んだほうが楽しい時間じゃないのか？」一度、その場からバックステージへと下がった坂口だったが、なんと一升瓶を持って再登場。高梨「なんて男前なんだ！」坂口は一升瓶を一気飲みする。高梨「兄貴かまわなねえよな？」坂口が一升瓶を差し出すとKUDOもそれを呑んで契りを交わした。高梨「これが男の世界だ。言葉なんかいらねえよ！　酒さえあればわかりあえるんだよ！　我ら生まれた日は違えども、同じ年に同じ日に死すことを願う！　DDTに新しく最高のユニットが始まる！　次に大阪帰ってくる時はKUDOがKO-Dシングルのベルトを巻いて、それを肴に今日以上の酒盛りをしてやる！」と宣言し坂口征夫が加入する。バックステージでは週刊プロレスのDDT担当加藤記者にご褒美として酒を強引に飲ませる。最後に高梨が「KO-Dシングルっていう最高の肴をもって最高の酒を呑んでやる！　お客さんも試合後はガンガン呑みやがれ！　各会場にガンガン酒の差し入れ、肴の差し入れを持ってきやがれ！　俺らはリング上でそれを飲み干すだけだ！　以上!!」と宣言した。またこの日チームドリフのもつ6人タッグ選手権に坂口道場薔薇族として坂口と大石とディーノは挑戦したが敗北。坂口は一礼しユニット継続を断っていた。
- 3月9日、春日部ふれあいキューブにて正式なユニット名を発表。なお試合はKUDO&高梨&坂口vsHARASHIMA&竹下&遠藤との6人タッグマッチでユニット初戦はHARASHIMAが高梨から蒼魔刀で勝利し黒星スタートとなる。
- 3月16日、小山市立文化センターでウラシマに彰人を加えたタッグと対戦。結果はKUDOがウラノからバックスピンキックで勝利した。
- 3月21日、後楽園ホール大会でリーダーKUDOがHARASHIMAの持つKO-D無差別級王者戦に勝利。次回挑戦者に彰人が登場。また高梨がいつでもどこでも挑戦権を獲得する。だがKUDOには挑戦しないとのこと。
- 3月30日、新木場1stRingで前哨戦として男色ディーノ&大石真翔&彰人組と対戦。試合はKUDOがバズソーキックで大石から勝利。また第二部の十人タッグマッチで高梨が平田一喜に敗れ挑戦権が平田に移動する。4月5日のラゾーナ川崎プラザソルでも同試合が組まれる。川崎では彰人が高梨から新技キン肉大移動で勝利する。
- 4月12日、KUDO&坂口vs彰人&大石と対戦。試合は彰人が王者からトライアングル・スコーピオンで直接勝利する。
- 4月13日、BODY MAKERコロシアム大会で酒呑童子vsレスリング・クエスターズのスペシャルマッチが組まれる。KUDO&坂口vsケニー・オメガ&佐々木大輔組と対戦。試合はKUDOがダイビング・ダブルニードロップで佐々木から勝利する。
- 4月19日、北九州パレスでKUDO&坂口が男色ディーノ&彰人組と対戦。試合はディーノがKUDOのダイビング・ダブルニードロップで敗れる。
- 4月20日、鹿児島オロシティーホールでKUDO&坂口が大石&彰人組と対戦。試合は大石がKUDOのダイビング・ダブルニードロップで敗れる。
- 4月23日、記者会見場で鶴見亜門GMが酒呑童子から「酒呑童子でベルトを独占したい。KO-D6人タッグ、KO-Dタッグ、DDT EXTREMEのベルトにそれぞれ挑戦させろ」という要望が届いていたことを明かした。亜門GMは「酒呑童子はいま一番勢いのあるユニットである」とした上でこの要望を認め、5月4日仙台でのKO-D6人タッグ王座選手権試合飯伏幸太&ケニー・オメガ&佐々木大輔vsKUDO&坂口&高梨と5月9日の新宿でのDDT EXTREME級選手権試合で王者男色ディーノvs高梨（ルール未定）と5月11日札幌でのKO-Dタッグ王座選手権試合で飯伏&ケニーvsKUDO&坂口が決定。
- 4月29日、後楽園ホール大会のビッグマッチでKUDOが彰人とKO-D無差別級王者戦で対戦。試合はKUDOが得意のダイビング・ダブルニードロップで彰人から勝利する。次回挑戦者としていつでもどこでも挑戦権を持ったHARASHIMAが挑戦するも同大会でアントーニオ本蛇からいつでもどこでも挑戦権をとったヤス・ウラノが登場しその場でKUDOに挑戦するもKUDOがバズソーキックでウラノから勝利する。また高梨と坂口が勝俣瞬馬のデビュー戦の相手となる。勝俣のパートナーはワンチューロ。試合は坂口が変型スリーパーで勝俣から勝利する。
- 5月4日、エルパーク仙台大会で坂口が佐々木をスリーパーで落とし飯伏&ケニー&佐々木組からKO-D6人タッグ王座を奪取する。
- 5月9日、高梨が新宿FACEでDDT EXTREME級王座を男色ディーノから奪取する。
- 5月11日、札幌でのKO-Dタッグ王座選手権試合で飯伏&ケニーvsKUDO&坂口が決定するも敗北。
- 5月25日、高梨が名古屋国際会議場で大石に敗れDDT EXTREME級王座陥落。さらにはKUDOもHARASHIMAに敗れて陥落。
- 6月8日、埼玉大会でスマイルスカッシュとの防衛戦を行い防衛成功。
- 7月13日、大阪大会でハッピーモーテルとの防衛戦を行い2度目の防衛に失敗。KO-D6人タッグ王座から陥落。7.20後楽園ホール大会でハッピーモーテルvs酒呑童子vsチームドリフのKO-D6人タッグ選手権3WAYマッチが決定。
- 7月20日、後楽園ホール大会でハッピーモーテルvs酒呑童子vsチームドリフのKO-D6人タッグ選手権3WAYマッチが行われ、高梨がタカタニックで遠藤に勝利しベルト奪還。第12代王者となる。
- 7月27日 、結成後初となる「闘うビアガーデン」の初日。高梨がニラと組み、赤井沙希&勝俣組とビアガーデン名物「ドランカーズハイ・タッグマッチ」に挑戦。フォールを返される、ロープエスケープされる、味方にタッチする際に酒を一杯飲み干さなければ認められない酒呑童子に打って付けのルールだったが、飲まなくていい木曽大介レフェリーも泥酔したため収拾付かず無効試合。試合後に、KUDO・坂口も加わって休憩時間いっぱい酒盛りし、最後は強制退去される[1]。
- 8月17日、両国大会でチームドリフを相手に防衛戦を敢行するが敗北。
- 9月13日、大阪大会でKO-Dタッグ次期挑戦者決定戦で竹下と遠藤を相手にKUDO&高梨が挑戦するも敗北。
- 10月1日、DDTドラマチック総選挙でKUDOが10位。高梨が15位。坂口が17位と全員が選抜入りする。また坂口はDDTへの入団を要請してこの日より正式にDDTの一員となる。
- 11月30日、次期DDT EXTREME級挑戦者決定3WAYマッチで高梨が彰人と松永と対戦するが敗れる。また初のDVDとしてゲストにユニット命名者のDJニラとよく共闘する赤井沙希をゲストに迎えてプライベートで酒を飲む酒呑童子の酒場放浪記がこの日より発売する。
- 12月23日、竹下&遠藤の持つKO-Dタッグ選手権にKUDO&坂口が挑戦するも敗北。
- 12月31日、年越しプロレス2014の天下統一!三団体最強タッグ決定トーナメントにKUDO&坂口がエントリーしてヤンキー二丁拳銃の宮本裕向&木高イサミを相手に戦うも敗北。
- 2015年11月14日、仙台大会で梅田公太が加入。
- 2018年2月25日、後楽園ホール大会で梅田公太が脱退。
- 2019年4月17日、KUDOが無期限の休養に入ったため酒呑童子も活動休止となる[2]。
- 2023年4月1日、横浜ラジアントホール大会の高梨・坂口組にKUDOがセコンドとして参加（対HARASHIMA・佐藤光留組）。試合には3人が酒呑童子として入場し、試合には敗れたものの試合後にはHARASHIMAも交え酒盛りが行われた。

## メンバー
- KUDO（リーダー）
- 高梨将弘
- 坂口征夫

## 元メンバー
- 梅田公太（2018年2月25日脱退）

## 特徴
- 試合後勝利をするとリング上で酒を飲む。地方大会の場合は地方の地酒が出る。
- その日別にも試合がある日に勝った時や会場が飲酒禁止の場合は水かノンアルコールの酒類で酒盛りと言う形にする。
- ベルトを酒の肴とたとえている。

## 酒の肴（獲得タイトル）
第47代KO-D無差別級王座（獲得日2014年3月23日/防衛2回）
第51代KO-D無差別級王座（獲得日2015年5月31日/防衛0回）
第53代KO-D無差別級王座（獲得日2015年6月28日/防衛0回）
KUDO
第54代KO-D無差別級王座（獲得日2015年8月23日/防衛2回）
坂口征夫
第59代KO-Dタッグ王座（獲得日2017年1月9日/防衛2回）
船木誠勝&坂口征夫
第10代KO-D6人タッグ王座（獲得日2014年5月4日/防衛1回）
第12代KO-D6人タッグ王座（獲得日2014年7月20日/防衛0回）
第16代KO-D6人タッグ王座（獲得日2015年2月15日/防衛0回）
第18代KO-D6人タッグ王座（獲得日2015年3月21日/防衛0回）
第27代KO-D6人タッグ王座（獲得日2016年12月11日/防衛2回）
第30代KO-D6人タッグ王座（獲得日2017年6月25日/防衛3回）
第32代KO-D6人タッグ王座（獲得日2017年12月10日/防衛2回）
KUDO&坂口征夫&高梨将弘
第27代DDT EXTREME級王座（獲得日2014年5月9日/防衛0回）
高梨将弘
DDTドラマティック総選挙2018
個人部門 1位（1,963票）：高梨将弘
ユニット部門 1位（3,663票）：酒呑童子